# Proyecto Especial Bicentenario de la Independencia del Perú
El Proyecto Especial Bicentenario de la Independencia del Perú (PEB) es la organización responsable de la gestión y formulación de la Agenda de Conmemoración del Bicentenario de la Independencia del Perú, y ejecutar, articular y dar seguimiento a las acciones requeridas para dicha conmemoración. El proyecto fue creado mediante la Resolución Suprema N° 004-2018-MC el 6 de junio de 2018, adscrito originalmente al Ministerio de Cultura del Perú; el 7 de mayo de 2019 aprueba el cambio de dependencia del Proyecto Especial Bicentenario de la Independencia del Perú del Ministerio de Cultura a la Presidencia del Consejo de Ministros mediante el Decreto Supremo N° 091-2019-PCM publicando en el diario El Peruano.
El Proyecto Especial tiene un ámbito de intervención a nivel nacional y está a cargo de un/a Director/a Ejecutivo/a, quien ejerce funciones ejecutivas y de representación, las mismas que se desarrollan en el Manual de Operaciones del Proyecto Especial Bicentenario de la Independencia del Perú, aprobado mediante la Resolución Ministerial N° 193-2019-PCM, el 31 de mayo de 2019. Siendo designada ese mismo día, por medio de la Resolución Ministerial N° 194-2019-PCM a Gabriela Andrea Perona Zevallos, como Directora Ejecutiva del Proyecto Especial Bicentenario de la Independencia del Perú, a partir del 1 de junio de 2019. 

El Proyecto Especial puede conformar grupos de trabajo con la participación de otros Sectores y representantes del sector privado o sociedad civil, liderados por un Ministerio de acuerdo a la naturaleza de cada iniciativa, responsables de su ejecución y rendición de cuentas al Proyecto. Las funciones específicas del Proyecto Especial se desarrollan en el respectivo Manual de Operaciones.
El Congreso de la República del Perú presentó la Moción de Orden del Día N° 513 el 28 de setiembre de 2016, por la que se crea la Comisión Especial Multipartidaria Conmemorativa del Bicentenario de la Independencia del Perú. Dicha Moción de Orden del Día fue aprobada por unanimidad en el Pleno del Congreso de la República el 13 de octubre de 2016, siendo elegidos sus integrantes en la Sesión del 20 de octubre del presente, en la cual también se acordó designar al congresista Juan Sheput Moore como Presidente de la misma.

## Funciones
Las funciones del Proyecto Especial Bicentenario son las siguientes:
| Número | Función |
| ------ | --- |
| 01     | Formular y proponer a la Presidencia del Consejos de Ministros la Agenda de Conmemoración del Bicentenario de la Independencia del Perú. |
| 02     | Realizar el seguimiento a la implementación y cumplimiento de la Agenda de Conmemoración del Bicentenario de la Independencia del Perú. |
| 03     | Diseñar e implementar la estrategia de comunicación y difusión de la Agenda de Conmemoración del Bicentenario de la Independencia del Perú. |
| 04     | Articular con el Ministerio de Relaciones Exteriores, la elaboración de una agenda internacional en el marco de la conmemoración del Bicentenario de la Independencia del Perú. |
| 05     | Coordinar y articular con los órganos del Ministerio del Cultura, las entidades del Poder Ejecutivo, los otros poderes del Estado, organismos constitucionalmente autónomos, autoridades regionales y locales, el sector privado y la sociedad civil las acciones necesarias para el desarrollo de las conmemoraciones por el Bicentenario de la independencia. |
| 06     | Identificar y dar seguimiento a una cartera de proyectos y obras emblemáticas, ejecutadas por otros sectores del Poder Ejecutivo, a ser inauguradas con motivo de la conmemoración del Bicentenario de la Independencia del Perú. |
| 07     | Articular con la Presidencia del Consejo de Ministros la implementación y difusión de la agenda de políticas y metas del Bicentenario de la Independencia del Perú. |
| 08     | Promover, ejecutar y articular la implementación de iniciativas y proyectos culturales en el marco de la conmemoración del Bicentenario de la Independencia del Perú, de competencia del Ministerio de Cultura. |
| 09     | Supervisar los concursos nacionales a celebrarse para definir el logotipo, los audiovisuales, las canciones que identificarán la conmemoración y otros relacionados. |
| 10     | Presentar y dar cuenta periódicamente al Ministerio de Cultura sobre los avances de las actividades a su cargo para su presentación ante el Consejo de Ministros. |
| 11     | Otras que le asigne la Presidencia del Consejo de Ministros en el marco de la Agenda de Conmemoración del Bicentenario de la Independencia del Perú. |

## Comisión Bicentenario Regional
El Proyecto Especial Bicentenario busca ejecutar, articular y dar seguimiento a las acciones en conmemoración a los 200 años de vida en Independencia del Perú. Para ello se optó coordinar con organismos constitucionalmente autónomos, autoridades regionales y locales, las acciones necesarias para el desarrollo de agendas regionales.
Con este fin, durante el año 2019 se conformó una Comisión Bicentenario Regional (CBR) por cada región del país, y están presididas en cada caso por el gobernador regional y cuentan entre sus miembros alcaldes provinciales, representantes sociales, académicos, sectores educación, salud, justicia y cultura, de la sociedad civil,  así como de la Policía Nacional, del Ejército del Perú, Poder Judicial, Ministerio Público, universidades. y de otras instituciones relevantes para la región.
Las CBR tienen como objetivo elaborar y ejecutar una Agenda Regional de Conmemoración del Bicentenario, que debe ser elaborada en consenso por sus miembros como un programa de iniciativas de bienestar social, respuesta a necesidades locales, estudio de su historia y rescate de su cultura regional y valores ciudadanos. Para el asesoramiento a las respectivas CBR en la elaboración de sus propias agendas regionales de conmemoración, el Proyecto Especial Bicentenario inició una serie de talleres que se aplicarán en las 25 regiones del país.
| 2019 | 22 de marzo | Junín             |
| 2019 | 26 de marzo | Lambayeque        |
| 2019 | 29 de marzo | Lima (provincias) |
| 2019 | 10 de abril | Pasco             |
| 2019 | 10 de abril | Cajamarca         |
| 2019 | 11 de abril | Ayacucho          |
| 2019 | 24 de abril | La Libertad       |
| 2019 | 2 de mayo   | Apurímac          |
| 2019 | 7 de mayo   | Puno              |
| 2019 | 17 de mayo  | Amazonas          |
| 2019 | 17 de mayo  | Cusco             |
| 2019 | 23 de mayo  | Ica               |
| 2019 | 27 de mayo  | Tacna             |
| 2019 | 28 de mayo  | Huancavelica      |
| 2019 | 30 de mayo  | Áncash            |
| 2019 | 30 de mayo  | Huánuco           |
| 2019 | 3 de junio  | Madre de Dios     |
| 2019 | 12 de junio | Arequipa          |
| 2019 | 5 de junio  | Loreto            |
| 2019 | 7 de junio  | Moquegua          |
| 2019 | 11 de junio | Piura             |
| 2019 | 27 de junio | Callao            |
| 2019 | 10 de julio | Tumbes            |